# Svenskt näringsliv
Svenskt näringsliv (dt. schwedische Wirtschaft) ist der schwedische Arbeitgeberverband und gleichzeitig Interessenvereinigung der Wirtschaft.
Svenskt näringsliv wurde 2001 gebildet und ist eine Dachorganisation, die in 51 Fach- und Interessensverbänden etwa 55.000 Unternehmen vertritt. Vorgängerorganisationen waren der 1902 gegründete Arbeitgeberverband SAF (Svenska Arbetsgivareföreningen) und die 1912 gegründete Interessensvereinigung der Industrie Sveriges Industriförbund.
Ziel von Svenskt näringsliv ist die Wahrnehmung und Förderung der allgemeinen, ideellen und wirtschaftlichen Interessen seiner Mitglieder durch Information, Meinungsbildung und Entwicklungsprojekte. Wichtige Arbeitsgebiete sind Arbeitgeber- und Arbeitsmarktfragen, Steuerfragen, EU und internationaler Handel sowie Energie- und Umweltfragen.
Als Arbeitgebervertreter im Rahmen sozialpartnerschaftlicher Verhandlungen sind aber nur die Mitgliedsorganisationen aktiv, nicht der Dachverband.
Das höchste beschlussfassende Organ ist die Generalversammlung, deren Mitglieder von den unterschiedlichen Mitgliedsorganisationen ernannt werden. Der Vorstand besteht zurzeit aus 61 Mitgliedern, von denen 12 Mitglieder und der Vorstandsvorsitzende durch die Generalversammlung gewählt werden, während die anderen von den Mitgliedsorganisationen entsandt werden. Der Vorstand seinerseits wählt den Generaldirektor und den Arbeitsausschuss.